# Randalia, Iowa
Randalia là một thành phố thuộc quận Fayette, tiểu bang Iowa, Hoa Kỳ. Năm 2010, dân số của thành phố này là 68 người.

## Dân số
Dân số qua các năm:
- Năm 2000: 84 người.
- Năm 2010: 68 người.